# William Ross (politico canadese 1824)
William Ross (Boularderie, 20 dicembre 1824 – Ottawa, 17 marzo 1912) è stato un politico canadese.
Rappresentante della contea di Victoria all'Assemblea legislativa della Nuova Scozia fra il 1857 e il 1867, venne eletto in quell'anno al primo Parlamento del Canada. Fra il 1873 e il 1874 fu ministro della difesa e della milizia.
Nel 1905 venne nominato al Senato per rappresentare la divisione senatoriale di Victoria, carica che ricoprì fino alla morte.